# Здравко Јежић
Здравко „Пуско“ Јежић (Ниш, 17. август 1931 — Њујорк, 19. јун 2005) био је хрватски ватерполиста који је наступао за Југославију на Летњим Олимпијским играма 1952, 1956. и 1960. године.
Јежић је био део тима Југославије који је освојио сребрну медаљу на ОИ 1952. Одиграо је свих девет мечева.
4 године након поново осваја сребрну медаљу са Југославијом на Олимпијским играма у Мелбурну 1956. године, на којима је одиграо седам утакмица.
1960. године Југославија је завршила као четврта на играма у Риму, а Јежић је био члан и те репрезентације. Одиграо је седам утакмица и постигао четири гола.